# 愛美
愛美（日语：／ Aimi，1991年12月25日—）是日本的女性聲優、歌手，響所屬。
兵庫縣出身。血型A型。本名與舊藝名為寺川愛美（日语：／ Terakawa Aimi）。

## 經歷、人物
2010年2月6日在《探尋艾莉！少女福爾摩斯 聲優試鏡之旅》全國決勝大會中獲得準優勝。《偵探歌劇 少女福爾摩斯》為進入聲優界的第一部作品。
2013年12月25日開始統一使用藝名「愛美」。
興趣是解謎、購物、腦內produce。特技為夾娃娃、服裝搭配。有一個哥哥和妹妹，妹妹的身份于2021年9月1日对外公开，即是千春。
2020年4月4日，與同事務所的伊藤彩沙和佐佐木未來在YouTube開設名為「声優三姉妹 チームY」的頻道並開始活動。
2020年12月25日生日當天宣佈，將透過國王唱片推出個人單曲並作為聲優歌手展開活動。。
2021年4月7日透過國王唱片推出第一張單曲「ReSTARTING!!」。同年的4月11日、再度推出第二張單曲「カザニア」是TV動畫『現實主義勇者的王國重建記』的片尾曲、這是移籍後初次發表的動漫歌曲。
2022年2月15日宣布将于3月1日至4月30日暂停部分活动以集中性治疗原有的慢性疾病。
2023年3月21日、开设了公式粉丝社区「OKOMAISON(おこめぞん)」。社区的会员被称「こめつぶ」（米粒）。

## 演出作品
※粗體字為主要角色

### 電視動畫
2010年
- 偵探歌劇 少女福爾摩斯（女學生）

2011年
- 卡片鬥爭!! 先導者（翠子）

2012年
- 柴犬子（後輩）
- 大尾小岡（小鳥、母象、眼鏡猴、兔子、青蛙3）
- 卡片戰鬥先導者 亞洲巡迴賽篇（翠子）
- 元氣少女緣結神（海邊夏子、女學生們、女子〈3〉、女學生〈3〉、海牛〈1〉、男孩子）

2013年
- 卡片戰鬥先導者 王牌連接篇（立凪翠子）
- 惡魔倖存者2 the ANIMATION（女高中生、女）
- 波力救援小英雄（貝尼）
- 變態王子與不笑貓（愛美）
- 兩人是少女福爾摩斯（常盤和美）
- 結界女王 震顫（蘿克珊奴·艾里普頓[17]）

2014年
- 未來卡片 戰鬥夥伴（冰龍桐[18]／死神）
- 最近，妹妹的樣子有點怪？（鳥井萌亞）
- 未確認進行式（桃內真由羅）
- 姐姐來了（水原朋也[19]）
- 卡片戰鬥先導者 雙鬥搭檔篇（立凪翠子）
- 超爆裂異次元卡片大戰Gigant Shooter司（堂本中[20]、堂本琉璃）
- 白銀的意志 ARGEVOLLEN（利克爾·光[21]）
- 卡片戰鬥先導者G（巫女）

2015年
- 偵探歌劇 少女福爾摩斯 TD（常盤和美[22]）
- 可塑性記憶（雪莉）
- 未來卡片 戰鬥夥伴100（冰龍桐／三角水王 ミセリア、迦陵頻伽 鶯小町、五角騎竜 砂杖のアルカイド）
- Chaos Dragon 赤龍戰役（烏爾莉卡·蕾德斯瑪）
- 卡片戰鬥先導者G 齒輪危機篇（蝶野亞姆）

2016年
- 未來卡片 戰鬥夥伴100（裏・三角水王 ダークミセリア）
- 幸運邏輯（七星緣）
- 未來卡片 戰鬥夥伴DDD（貓）

2017年
- BanG Dream!（戶山香澄）
- 雛邏輯 ～來自幸運邏輯～（七星緣）

2018年
- BanG Dream! Girls Band Party!☆PICO（戶山香澄）

2019年
- BanG Dream! 2nd Season（戶山香澄[23]）
- 消滅都市（桔梗[24]）
- 戰姬絕唱SYMPHOGEAR XV（米拉亞爾克）

2020年
- BanG Dream! 3rd Season（戶山香澄）
- 八十龜觀察日記 第2冊（神戶女子）
- BanG Dream! Girls Band Party!☆PICO ～大份～（戶山香澄）
- D4DJ First Mix（山手響子[25]）

2021年
- D4DJ Petit Mix（山手響子）
- 八十龜觀察日記 第3冊（荒込透流）
- 我們的重製人生（小暮奈奈子）
- 急戰5秒殊死鬥（天翔優利）
- 現實主義勇者的王國重建記（卡露拉·巴卡斯）
- BanG Dream! Girls Band Party!☆PICO Fever!（戶山香澄）

2022年
- 現實主義勇者的王國重建記（第2期）（卡露拉·巴卡斯）
- 與變成了異世界美少女的大叔一起冒險（卡姆、女僕長）
- BanG Dream! 少女樂團派對！5週年紀念動畫 -CiRCLE THANKS PARTY!-（戶山香澄）
- Love Live! 虹咲學園學園偶像同好會（珍妮佛）
- 頂點!!!!!!!!!!!!!!!（高橋よもぎ[26]）
- 盛開的阿斯諾特莉亞 吸！（ソフィ、ソフィ・アンタゴニスタ）
- D4DJ Double Mix（山手響子）
- 令和的Di Gi Charat（動畫女子②）

2023年
- D4DJ All Mix（山手響子）
- 魔法少女毀滅者（藍[27]）
- BanG Dream! It's MyGO!!!!!（戶山香澄）
- 妙廟美少女（蒼葉結月[28]）
- 咒術迴戰（小澤優子[29]）
- 勇者赫魯庫（伊莉絲[30]）
- 偶像大師 百萬人演唱會！（茱莉亞）
- 我的推是壞人大小姐。（米夏·尤爾[31]）

2024年
- 被稱為廢物的原英雄，被家裡流放後隨心所欲地活下去（米蕾奴[32]）
- 悲喜漁生（優[33]）

2025年
- 不幸職業【鑑定士】其實是最強的（朱羽[34]）
- 桃源暗鬼（漣水雞[35]）

### 劇場版動畫
2014年
- 劇場版 卡片戰鬥先導者 Neonmessiah（立凪翠子）

2015年
- 音乐少女（立凪翠子）

2016年
- 侦探歌剧 少女福尔摩斯 (常盘和美)

2019年
- BanG Dream! FILM LIVE (戶山香澄)

2022年
- 鈴芽之旅（美紀）

### OVA
2012年
- 新網球王子（真田左助）

2014年
- 未確認進行式（桃內真由羅）※BD/DVD第1卷
- 最近，妹妹的樣子有點怪？（鳥井萌亞）※單行本第7卷附贈BD特裝版

### 遊戲
2011年
- Weiβ Schwarz Portable（重千代）
- 魔界戰記4（愛娜溫、音樂屋）

2012年
- 閃亂神樂 Burst -紅蓮的少女們-
- 偵探歌劇 少女福爾摩斯（老鼠、指揮生徒、女性、男孩子）
- 魔界戰記D2（愛娜溫、音樂屋）
- 迷宮塔路：遺跡之星
- 桃色大戰+（柳澤眠子、紅梅）

2013年
- 偶像大師 百萬人演唱會！（茱莉亞）
- 卡片戰鬥先導者 勝利之路！！（翠子）
- 變態王子與不笑貓（愛美）
- 魔女與百騎兵（潘妲·卡瑪蜜兒〈蜜兒〉[36]）

2014年
- 卡片戰鬥先導者 勝券在握！！（立凪翠子）

2015年
- 魔界戰記5（莉賽洛塔[37]）

2017年
- 偶像大師 百萬人演唱會！劇場時光（茱莉亞）
- 日版新楓之谷（露希妲）
- BanG Dream! Girls Band Party!（戶山香澄[38]）

2018年
- 少女前線（MDR、TAC-50）

2020年
- D4DJ Groovy Mix (山手響子[25])
- 寶可夢大師（希嘉娜）

2021年
- Closers （未來）
- 白夜極光（涅墨西斯）
- Code Geass（雉子）
- D_CIDE TRAUMEREI（龟梨风音）
- 为美好的世界献上祝福！Fantastic Days（梅尔）

2022年
- 崩壞：星穹鐵道（希露瓦）
- 碧藍航線（布倫希爾德）
- 胜利女神：妮姬（米卡、杨）
- 少女前线：云图计划（卡萝）
- 日版新楓之谷（咖凌）
- 日版新楓之谷（拳霸（女））
- 緋染天空 Heaven Burns Red（水瀨莓）

2023年
- 棕色塵埃2（莎赫拉查德）
- ONE.（川名岬）

## 音樂作品
- Poppin'Party相關音樂作品詳見Poppin'Party作品列表。

### 單曲
| 枚  | 發售日        | 標題            | 規格編號   | 最高位 |
| --- | ------------- | --------------- | ---------- | ------ |
| 1st | 2011年5月3日  |                 | PCCG-01165 | 62位   |
| 2nd | 2011年11月2日 |                 | PCCG-01201 | 30位   |
| 3rd | 2012年7月18日 | Link            | PCCG-70139 | 36位   |
| 4th | 2013年2月27日 | We're the stars | PCCG-70158 | 156位  |
| 5th | 2013年4月17日 |                 | PCCG-70177 | 67位   |

| 枚  | 發售日        | 標題              | 規格編號   | 規格編號  | 最高位 |
| 枚  | 發售日        | 標題              | 初回限定盤 | 通常盤    | 最高位 |
| --- | ------------- | ----------------- | ---------- | --------- | ------ |
| 1st | 2021年4月7日  | ReSTARTING!!      | KICM-92083 | KICM-2083 | 4位    |
| 2nd | 2021年7月28日 | カザニア          | KICM-92093 | KICM-2093 | 10位   |
| 3nd | 2023年4月26日 | MAGICAL DESTROYER | KICM-92133 | KICM-2133 | 21位   |

### 專輯
| 枚  | 發售日        | 標題 | 規格編號   | 規格編號   | 最高位 |
| 枚  | 發售日        | 標題 | 初回限定盤 | 通常盤     | 最高位 |
| --- | ------------- | ---- | ---------- | ---------- | ------ |
| 1st | 2013年11月6日 | Love | PCCG-01367 | PCCG-01368 | 77位   |

| 枚  | 發售日        | 標題       | 規格編號              | 規格編號  | 最高位 |
| 枚  | 發售日        | 標題       | 初回限定盤            | 通常盤    | 最高位 |
| --- | ------------- | ---------- | --------------------- | --------- | ------ |
| 1st | 2022年7月13日 | AIMI SOUND | KICS-94042/KICS-94043 | KICS-4042 | 14位   |

### 商業搭配
| 樂曲               | 商業搭配                                         | 時期   |
| ------------------ | ------------------------------------------------ | ------ |
| Wonderful World    | 電視動畫《亞斯塔蘿黛的後宮玩具》印象曲           | 2010年 |
|                    | 電視動畫《亞斯塔蘿黛的後宮玩具》片頭曲           | 2011年 |
| LIVE for LIFE 〜〜 | 電視動畫《便·當》片頭曲                          | 2011年 |
|                    | 遊戲《Weiß Schwarz Portable》片尾曲              | 2011年 |
| Link               | 電視動畫《織田信奈的野望》片頭曲                 | 2012年 |
| We're the stars    | 電視動畫《FAIRY TAIL》片尾曲                     | 2013年 |
|                    | 電視動畫《斷裁分離的罪惡之剪》片頭曲             | 2013年 |
|                    | 電視動畫《現實主義勇者的王國重建記》第一季片尾曲 | 2021年 |
|                    | 電視動畫《現實主義勇者的王國重建記》第二季片尾曲 | 2022年 |

### 角色歌
| 發行日期 | 標題                                                             | 名義 | 曲名                                      | 備註                                                         |
| 2012年   | 2012年                                                           | 2012年 | 2012年                                    | 2012年                                                       |
| -------- | ---------------------------------------------------------------- | --- | ----------------------------------------- | ------------------------------------------------------------ |
| 5月5日   |                                                                  | Ultra Rare（立凪烈花（南條愛乃）、立凪光琳（三森鈴子）、立凪翠子（寺川愛美）） | 「」                                      | 電視動畫『卡片戰鬥!! 先導者』插入曲                          |
| 5月5日   | 「DREAM」                                                        | Ultra Rare（立凪烈花（南條愛乃）、立凪光琳（三森鈴子）、立凪翠子（寺川愛美）） | 電視動畫『卡片戰鬥!! 先導者』相關歌曲     |                                                              |
| 2013年   |                                                                  | |                                           |                                                              |
| 2月20日  | ENDLESS☆FIGHTER                                                  | Ultra Rare（立凪烈花（南條愛乃）、立凪光琳（三森鈴子）、立凪翠子（寺川愛美）） | 「ENDLESS☆FIGHTER」                       | 電視動畫『卡片戰鬥!! 先導者 王牌連接篇』片尾曲               |
| 2月20日  | ENDLESS☆FIGHTER                                                  | Ultra Rare（立凪烈花（南條愛乃）、立凪光琳（三森鈴子）、立凪翠子（寺川愛美）） | 「未来SKETCH!」                           | 電視動畫『先導者 TV』片尾曲                                  |
| 4月17日  |                                                                  | ルル（寺川愛美） | 「Brave Master」                          | 遊戲『主題曲                                                 |
| 4月24日  | THE IDOLM@STER LIVE THE@TER PERFORMANCE 01 Thank You!            | 765 MILLIONSTARS | 「Thank you!」                            | 遊戲『偶像大師 百萬人演唱會！』主題曲                        |
| 4月24日  | THE IDOLM@STER LIVE THE@TER PERFORMANCE 01 Thank You!            | 765THEATER ALLSTARS | 「Thank you!」                            | 遊戲『偶像大師 百萬人演唱會！』主題曲                        |
| 9月4日   |                                                                  | Milky Holmes Feathers | 「」                                      | 電視動畫『偵探歌劇 少女福爾摩斯』片尾曲                      |
| 9月4日   | Milky Holmes Sisters                                             | 「」 | 電視動畫『偵探歌劇 少女福爾摩斯』相關歌曲 |                                                              |
| 9月25日  | THE IDOLM@STER LIVE THE@TER PERFORMANCE 06                       | 茱莉亞（寺川愛美） | 「流星群」                                | 遊戲『偶像大師 百萬人演唱會！』相關歌曲                      |
| 9月25日  | THE IDOLM@STER LIVE THE@TER PERFORMANCE 06                       | 星井美希（長谷川明子）、伊吹翼（Machico）、 北上麗花（平山笑美）、茱莉亞（寺川愛美） | 「Marionette」                            | 遊戲『偶像大師 百萬人演唱會！』相關歌曲                      |
| 9月25日  |                                                                  | 艾瑪努艾勒·波魯勒蘿拉（寺川愛美） | 「」                                      | 電視動畫『變態王子與不笑貓』相關歌曲                         |
| 12月18日 | Dreamin'                                                         | Milky Holmes Sisters | 「We are the Miracle Holmes♪」            | 『Milky Holmes』相關歌曲                                     |
| 2014年   |                                                                  | |                                           |                                                              |
| 3月1日   | Piece                                                            | 朋也（愛美） | 「」                                      | 電視動畫『姐姐來了』相關歌曲                                 |
| 3月19日  |                                                                  | 夜之森小紅（照井春佳）、三峰真白（吉田有里）、桃內真由羅（愛美） | 「」                                      | 電視動畫『未確認進行式』相關歌曲                             |
| 4月30日  |                                                                  | Milky Holmes Sisters | 「」                                      | 『Milky Holmes』相關歌曲                                     |
| 6月18日  |                                                                  | Gigant Girls（德井青空、橘田泉、愛美） | 「」                                      | 電視動畫『超爆裂異次元卡片大戰』片尾曲                       |
| 7月30日  |                                                                  | 鳥井萌亞（愛美） | 「」                                      | 電視動畫『最近，妹妹的樣子有點怪？』相關歌曲                 |
| 9月24日  | THE IDOLM@STER LIVE THE@TER HARMONY 04                           | Eternal Harmony | 「Eternal Harmony」「Welcome!!」          | 遊戲『偶像大師 百萬人演唱會！』相關歌曲                      |
| 9月24日  | THE IDOLM@STER LIVE THE@TER HARMONY 04                           | 茱莉亞（愛美） | 「」                                      | 遊戲『偶像大師 百萬人演唱會！』相關歌曲                      |
| 11月26日 |                                                                  | Milky Holmes Feathers | 「HAPPY!絕好調」                          | 『Milky Holmes』相關歌曲                                     |
| 12月24日 |                                                                  | Ultra Rare（立凪烈花（南條愛乃）、立凪光琳（三森鈴子）、立凪翠子（愛美）） | 「Bravery Flame」                         | 劇場版動畫『劇場版卡片戰鬥！！先導者』插入曲                 |
| 2015年   |                                                                  | |                                           |                                                              |
| 4月4日   | THE IDOLM@STER LIVE THE@TER SOLO COLLECTION Vol.01               | 茱莉亞（愛美） | 「Marionette」                            | 遊戲『偶像大師 百萬人演唱會！』相關歌曲                      |
| 4月15日  | Treasure Disc                                                    | Milky Holmes、Milky Holmes Feathers、 明智小衣（南條愛乃）、天城茉莉音（新田惠海） | 「TD」                                    | 電視動畫『偵探歌劇 少女福爾摩斯 TD』插入曲                   |
| 7月15日  |                                                                  | Milky Holmes Feathers | 「 A GO GO」                              | 電視動畫『偵探歌劇 少女福爾摩斯 TD』相關歌曲                 |
| 7月18日  | THE IDOLM@STER LIVE THE@TER SOLO COLLECTION Vol.02               | 茱莉亞（愛美） | 「Eternal Harmony」                       | 遊戲『偶像大師 百萬人演唱會！』相關歌曲                      |
| 9月30日  | THE IDOLM@STER LIVE THE@TER DREAMERS 01 Dreaming!                | 765 MILLIONSTARS | 「Welcome!!」                             | 遊戲『偶像大師 百萬人演唱會！』相關歌曲                      |
| 10月28日 | THE IDOLM@STER LIVE THE@TER DREAMERS 02                          | 天海春香（中村繪里子）、春日未來（山崎遙）、北上麗花（平山笑美）、北澤志保（雨宮天）、茱莉亞（愛美）、所惠美（藤井幸代）、望月杏奈（夏川椎菜）、七尾百合子（伊藤美來）、高槻彌生（仁後真耶子）、矢吹可奈（木戶衣吹） | 「Dreaming!」                             | 遊戲『偶像大師 百萬人演唱會！』相關歌曲                      |
| 10月28日 | THE IDOLM@STER LIVE THE@TER DREAMERS 02                          | 茱莉亞（愛美）、所惠美（藤井幸代） | 「」                                      | 遊戲『偶像大師 百萬人演唱會！』相關歌曲                      |
| 11月25日 | Don't Look Back                                                  | （アム（愛美）、ルーナ（工藤晴香）） | 「Don't Look Back」                       | 電視動畫『卡片戰鬥!! 先導者G 齒輪危機篇』片尾曲              |
| 11月25日 | Don't Look Back                                                  | （アム（愛美）、ルーナ（工藤晴香）） | 「」                                      | 電視動畫『先導者 TV2』片尾曲                                 |
| 2016年   |                                                                  | |                                           |                                                              |
| 1月12日  | CD                                                               | 伊吹翼（Machico）、茱莉亞（愛美）、真壁瑞希（阿部里果） | 「my song」                               | 漫畫『偶像大師 百萬人演唱會！』相關歌曲                      |
| 1月30日  | THE IDOLM@STER LIVE THE@TER SOLO COLLECTION Vol.03 Vocal Edition | 茱莉亞（愛美） | 「Dreaming!」                             | 遊戲『偶像大師 百萬人演唱會！』相關歌曲                      |
| 5月20日  | （Harmonized ver.）                                              | 伊吹翼（Machico）、茱莉亞（愛美）、真壁瑞希（阿部里果） | 「（Harmonized ver.）」                   | 漫畫『偶像大師 百萬人演唱會！』相關歌曲                      |
| 6月8日   | TV                                                               | 七星綠（愛美） feat. （中谷竜） | 「Dreamer」                               | 電視動畫『幸運邏輯』相關歌曲                                 |
| 7月13日  | CD                                                               | 伊吹翼（Machico）、茱莉亞（愛美）、高山紗代子（駒形友梨）、七尾百合子（伊藤美來）、真壁瑞希（阿部里果） | 「Valt That Borderline!」                 | 漫畫『偶像大師 百萬人演唱會！』相關歌曲                      |
| 10月12日 | THE IDOLM@STER THE@TER ACTIVITIES 02                             | 茱莉亞（愛美）、福田法子（濱崎奈奈）、周防桃子（渡部惠子）、大神環（稻川英里）、木下日向（田村奈央） | 「俠気乱舞」 「DIAMOND DAYS」             | 遊戲『偶像大師 百萬人演唱會！』相關歌曲                      |
| 11月23日 | Wing of Image                                                    | （アム（愛美）、ルーナ（工藤晴香）） | 「Wing of Image」                         | 電視動畫『卡片戰鬥!! 先導者G NEXT』片尾曲                    |
| 11月23日 | Wing of Image                                                    | （アム（愛美）、ルーナ（工藤晴香）） | 「NEXT IMAGE×NEXT STAGE」                 | 電視動畫『卡片戰鬥!! 先導者G NEXT』相關歌曲                  |
| 2017年   |                                                                  | |                                           |                                                              |
| 1月11日  | THE IDOLM@STER LIVE THE@TER FORWARD 02 BlueMoon Harmony          | Aquarius | 「Lacrima」                               | 遊戲『偶像大師 百萬人演唱會！』相關歌曲                      |
| 1月11日  | THE IDOLM@STER LIVE THE@TER FORWARD 02 BlueMoon Harmony          | BlueMoon Harmony | 「brave HARMONY」                         | 遊戲『偶像大師 百萬人演唱會！』相關歌曲                      |
| 3月10日  | THE IDOLM@STER LIVE THE@TER SOLO COLLECTION 04 BlueMoon Theater  | 茱莉亞（愛美） | 「」                                      | 遊戲『偶像大師 百萬人演唱會！』相關歌曲                      |
| 4月5日   | TV「BanG Dream!」「SING OUT!」                                   | 戶山香澄（愛美） | 「SING OUT!」 「〜Acoustic Ver.〜」       | 電視動畫『BanG Dream!』相關歌曲                              |
| 4月19日  | 横濱行進曲                                                       | Milky Holmes Feathers | 「Two of Us 無敵♪」                       | 『Milky Holmes』相關歌曲                                     |
| 7月26日  | THE IDOLM@STER MILLION THE@TER GENERATION 01 Brand New Theater!  | 765 MILLION ALLSTARS | 「Brand New Theater!」                    | 遊戲『偶像大師 百萬人演唱會！ 劇場時光』主題曲               |
| 7月26日  | THE IDOLM@STER MILLION THE@TER GENERATION 01 Brand New Theater!  | 765 MILLION ALLSTARS | 「Dreaming!」                             | 遊戲『偶像大師 百萬人演唱會！ 劇場時光』相關歌曲             |
| 11月22日 | THE IDOLM@STER MILLION THE@TER GENERATION 02                     | Fairy Stars | 「FairyTaleじゃいられない」               | 遊戲『偶像大師 百萬人演唱會！ 劇場時光』相關歌曲             |
| 11月22日 | THE IDOLM@STER MILLION THE@TER GENERATION 02                     | Fairy Stars | 「Brand New Theater!」                    | 遊戲『偶像大師 百萬人演唱會！ 劇場時光』相關歌曲             |
| 2018年   |                                                                  | |                                           |                                                              |
| 2月7日   | THE IDOLM@STER MILLION LIVE! M@STER SPARKLE 06                   | 茱莉亞（愛美） | 「」                                      | 遊戲『偶像大師 百萬人演唱會！ 劇場時光』相關歌曲             |
| 4月4日   | THE IDOLM@STER MILLION LIVE! M@STER SPARKLE 08                   | 765 MILLION ALLSTARS | 「Brand New Theater!」                    | 遊戲『偶像大師 百萬人演唱會！ 劇場時光』相關歌曲             |
| 6月2日   | THE IDOLM@STER LIVE THE@TER SOLO COLLECTION 06                   | 茱莉亞（愛美） | 「」                                      | 遊戲『偶像大師 百萬人演唱會！ 劇場時光』相關歌曲             |
| 8月22日  |                                                                  | 戶山香澄（愛美）、美竹蘭（佐倉綾音）、丸山彩（前島亞美）、湊友希那（相羽愛奈）、弦卷心（伊藤美來） | 「」                                      | 電視動畫『少女樂團派對★PICO』主題曲                          |
| 8月22日  | 「」                                                             | 戶山香澄（愛美）、美竹蘭（佐倉綾音）、丸山彩（前島亞美）、湊友希那（相羽愛奈）、弦卷心（伊藤美來） | 遊戲『BanG Dream! 少女樂團派對』相關歌曲  |                                                              |
| 8月29日  | THE IDOLM@STER MILLION THE@TER GENERATION 11 UNION!!             | 765 MILLION ALLSTARS | 「UNION!!」 「Welcome!!」                 | 遊戲『偶像大師 百萬人演唱會！ 劇場時光』相關歌曲             |
| 10月18日 | Destiny Calls                                                    | Ultra Rare（立凪烈花（南條愛乃）、立凪光琳（三森鈴子）、立凪翠子（愛美）） | 「Destiny Calls」                         | 電視動畫『卡片戰鬥!! 先導者2018版 中·高校篇』第二期片頭曲    |
| 12月16日 | THE IDOLM@STER MILLION THE@TER GENERATION 12 D/Zeal              | D/Zeal | 「」 「」                                 | 遊戲『偶像大師 百萬人演唱會！ 劇場時光』相關歌曲             |
| 2019年   |                                                                  | |                                           |                                                              |
| 1月16日  |                                                                  | Milky Holmes、Milky Holmes Feathers、 明智小衣（南條愛乃）、亞森（明坂聰美） | 「ver.〜」                                | 柏青哥 『偵探歌劇 少女福爾摩斯TD 消失的7與奇蹟之歌』相關歌曲 |
| 2月28日  | brave HARMONY（Brand New Ver.）                                  | BlueMoon Harmony | 「brave HARMONY（Brand New Ver.）」       | 遊戲『偶像大師 百萬人演唱會！ 劇場時光』相關歌曲             |
| 4月26日  | THE IDOLM@STER THE@TER SOLO COLLECTION 07 FAIRY STARS            | 茱莉亞（愛美） | 「」                                      | 遊戲『偶像大師 百萬人演唱會！ 劇場時光』相關歌曲             |
| 7月24日  | THE IDOLM@STER MILLION THE@TER WAVE 01 Flyers!!!                 | 765 MILLION ALLSTARS | 「Flyers!!!」                             | 遊戲『偶像大師 百萬人演唱會！ 劇場時光』相關歌曲             |
| 7月24日  | THE IDOLM@STER MILLION THE@TER WAVE 01 Flyers!!!                 | ジェネシス×ネメシス | 「Justice OR Voice」                      | 遊戲『偶像大師 百萬人演唱會！ 劇場時光』相關歌曲             |
| 2020年   |                                                                  | |                                           |                                                              |
| 8月12日  |                                                                  | 戶山香澄（愛美）、美竹蘭（佐倉綾音）、丸山彩（前島亞美）、湊友希那（相羽愛奈）、弦卷心（伊藤美來） | 「」                                      | 電視動畫『少女樂團派對★PICO 第2季 大碗公』主題曲             |
| 8月12日  | 「TWiNKLE CiRCLE」                                               | 戶山香澄（愛美）、美竹蘭（佐倉綾音）、丸山彩（前島亞美）、湊友希那（相羽愛奈）、弦卷心（伊藤美來） | 遊戲『BanG Dream! 少女樂團派對』相關歌曲  |                                                              |
| 8月26日  | THE IDOLM@STER MILLION THE@TER WAVE 10 Glow Map                  | 765 MILLION ALLSTARS | 「Glow Map」                              | 遊戲『偶像大師 百萬人演唱會！ 劇場時光』相關歌曲             |

### 组合成员
1. 1 2  天海春香（中村繪里子）、春日未來（山崎遙）、如月千早（今井麻美）、木下日向（田村奈央）、四條貴音（原由實）、茱莉亞（愛美）、高山紗代子（駒形友梨）、田中琴葉（種田梨沙）、天空橋朋花（小岩井小鳥）、箱崎星梨花（麻倉桃）、松田亞利沙（村川梨衣）、三浦梓（高橋智秋）、水瀨伊織（釘宮理惠）、最上靜香（田所梓）、望月杏奈（夏川椎菜）、矢吹可奈（木戶衣吹）、艾蜜莉·司徒亞特（郁原由宇）、大神環（稻川英里）、我那霸響（沼倉愛美）、菊地真（平田宏美）、北上麗花（平山笑美）、高坂海美（上田麗奈）、佐竹美奈子（大關英里）、島原艾琳娜（角元明日香）、高槻彌生（仁後真耶子）、永吉昴（齊藤佑圭）、野野原茜（小笠原早紀）、馬場木實（高橋未奈美）、福田法子（濱崎奈奈）、舞濱步（戶田惠）、真壁瑞希（阿部里果）、百瀨莉緒（山口立花子）、橫山奈緒（渡部優衣）、秋月律子（若林直美）、伊吹翼（Machico）、北澤志保（雨宫天）、篠宮可憐（近藤唯）、周防桃子（渡部惠子）、德川茉莉（諏訪彩花）、所惠美（藤井幸代）、豐川風花（末柄里惠）、中谷育（原嶋燈）、七尾百合子（伊藤美來）、二階堂千鶴（野村香菜子）、萩原雪步（淺倉杏美）、ROCO（中村溫姬）、雙海亞美／真美（下田麻美）、星井美希（長谷川明子）、宮尾美也（桐谷蝶蝶）
2. ↑  春日未來（山崎遙）、木下日向（田村奈央）、茱莉亞（愛美）、高山紗代子（駒形友梨）、田中琴葉（種田梨沙）、天空橋朋花（小岩井小鳥）、箱崎星梨花（麻倉桃）、松田亞利沙（村川梨衣）、最上靜香（田所梓）、望月杏奈（夏川椎菜）、矢吹可奈（木戶衣吹）、艾蜜莉·司徒亞特（郁原由宇）、大神環（稻川英里）、北上麗花（平山笑美）、高坂海美（上田麗奈）、佐竹美奈子（大關英里）、島原艾琳娜（角元明日香）、永吉昴（齊藤佑圭）、野野原茜（小笠原早紀）、馬場木實（高橋未奈美）、福田法子（濱崎奈奈）、舞濱步（戶田惠）、真壁瑞希（阿部里果）、百瀨莉緒（山口立花子）、橫山奈緒（渡部優衣）、伊吹翼（Machico）、北澤志保（雨宫天）、篠宮可憐（近藤唯）、周防桃子（渡部惠子）、德川茉莉（諏訪彩花）、所惠美（藤井幸代）、豐川風花（末柄里惠）、中谷育（原嶋燈）、七尾百合子（伊藤美來）、二階堂千鶴（野村香菜子）、ROCO（中村溫姬）、宮尾美也（桐谷蝶蝶）
3. 1 2 3 4 5 6  愛美、伊藤彩沙
4. 1 2 3  三森鈴子、德井青空、佐佐木未來、橘田泉、愛美、伊藤彩沙
5. ↑  如月千早（今井麻美）、艾蜜莉·司徒亞特（郁原由宇）、茱莉亞（愛美）、德川茉莉（諏訪彩花）、豐川風花（末柄里惠）
6. 1 2  三森鈴子、德井青空、佐佐木未來、橘田泉
7. ↑  北上麗花（平山笑美）、茱莉亞（愛美）、高山紗代子（駒形友梨）
8. ↑  北上麗花（平山笑美）、篠宮可憐（近藤唯）、茱莉亞（愛美）、高山紗代子（駒形友梨）、天空橋朋花（小岩井小鳥）、所惠美（藤井幸代）、永吉昴（齊藤佑圭）、七尾百合子（伊藤美來）、二階堂千鶴（野村香菜子）、舞濱步（戶田惠）、真壁瑞希（阿部里果）、最上静香（田所梓）
9. 1 2  天海春香（中村繪里子）、如月千早（今井麻美）、星井美希（長谷川明子）、萩原雪步（淺倉杏美）、高槻彌生（仁後真耶子）、菊地真（平田宏美）、水瀨伊織（釘宮理惠）、四條貴音（原由實）、秋月律子（若林直美）、三浦梓（高橋智秋）、雙海亞美／真美（下田麻美）、我那霸響（沼倉愛美）、春日未來（山崎遙）、最上靜香（田所梓）、伊吹翼（Machico）、島原艾琳娜（角元明日香）、佐竹美奈子（大關英里）、所惠美（藤井幸代）、德川茉莉（諏訪彩花）、箱崎星梨花（麻倉桃）、野野原茜（小笠原早紀）、望月杏奈（夏川椎菜）、ROCO（中村溫姬）、七尾百合子（伊藤美來）、高山紗代子（駒形友梨）、松田亞利沙（村川梨衣）、高坂海美（上田麗奈）、中谷育（原嶋燈）、天空橋朋花（小岩井小鳥）、艾蜜莉·司徒亞特（郁原由宇）、北澤志保（雨宫天）、舞濱步（戶田惠）、木下日向（田村奈央）、矢吹可奈（木戶衣吹）、橫山奈緒（渡部優衣）、二階堂千鶴（野村香菜子）、馬場木實（高橋未奈美）、大神環（稻川英里）、豐川風花（末柄里惠）、宮尾美也（桐谷蝶蝶）、福田法子（濱崎奈奈）、真壁瑞希（阿部里果）、篠宮可憐（近藤唯）、百瀨莉緒（山口立花子）、永吉昴（齊藤佑圭）、北上麗花（平山笑美）、周防桃子（渡部惠子）、茱莉亞（愛美）、白石紬（南早紀）、櫻守歌織（香里有佐）
10. ↑  最上靜香（田所梓）、白石紬（南早紀）、所惠美（藤井幸代）、茱莉亞（愛美）、北澤志保（雨宫天）
11. ↑  如月千早（今井麻美）、秋月律子（若林直美）、四條貴音（原由實）、水瀨伊織（釘宮理惠）、最上靜香（田所梓）、北澤志保（雨宫天）、茱莉亞（愛美）、白石紬（南早紀）、周防桃子（渡部惠子）、天空橋朋花（小岩井小鳥）、所惠美（藤井幸代）、永吉昴（齊藤佑圭）、二階堂千鶴（野村香菜子）、舞濱步（戶田惠）、真壁瑞希（阿部里果）、百瀨莉緒（山口立花子）、ROCO（中村溫姬）
12. 1 2 3 4  天海春香（中村繪里子）、如月千早（今井麻美）、星井美希（長谷川明子）、萩原雪步（淺倉杏美）、高槻彌生（仁後真耶子）、菊地真（平田宏美）、水瀨伊織（釘宮理惠）、四條貴音（原由實）、秋月律子（若林直美）、三浦梓（高橋智秋）、雙海亞美／真美（下田麻美）、我那霸響（沼倉愛美）、春日未來（山崎遙）、最上靜香（田所梓）、伊吹翼（Machico）、田中琴葉（種田梨沙）、島原艾琳娜（角元明日香）、佐竹美奈子（大關英里）、所惠美（藤井幸代）、德川茉莉（諏訪彩花）、箱崎星梨花（麻倉桃）、野野原茜（小笠原早紀）、望月杏奈（夏川椎菜）、ROCO（中村溫姬）、七尾百合子（伊藤美來）、高山紗代子（駒形友梨）、松田亞利沙（村川梨衣）、高坂海美（上田麗奈）、中谷育（原嶋燈）、天空橋朋花（小岩井小鳥）、艾蜜莉·司徒亞特（郁原由宇）、北澤志保（雨宫天）、舞濱步（戶田惠）、木下日向（田村奈央）、矢吹可奈（木戶衣吹）、橫山奈緒（渡部優衣）、二階堂千鶴（野村香菜子）、馬場木實（高橋未奈美）、大神環（稻川英里）、豐川風花（末柄里惠）、宮尾美也（桐谷蝶蝶）、福田法子（濱崎奈奈）、真壁瑞希（阿部里果）、篠宮可憐（近藤唯）、百瀨莉緒（山口立花子）、永吉昴（齊藤佑圭）、北上麗花（平山笑美）、周防桃子（渡部惠子）、茱莉亞（愛美）、白石紬（南早紀）、櫻守歌織（香里有佐）
13. ↑  茱莉亞（愛美）、最上静香（田所梓）
14. ↑  北上麗花（平山笑美）、篠宮可憐（近藤唯）、茱莉亞（愛美）、高山紗代子（駒形友梨）、天空橋朋花（小岩井小鳥）、所惠美（藤井幸代）、永吉昴（齊藤佑圭）、七尾百合子（伊藤美來）、二階堂千鶴（野村香菜子）、舞濱步（戶田惠）、真壁瑞希（阿部里果）、最上静香（田所梓）、白石紬（南早紀）
15. ↑  白石紬（南早紀）、櫻守歌織（香里有佐）、茱莉亞（愛美）、菊地真（平田宏美）、野野原茜（小笠原早紀）

## 外部連結
- （日語）個人官方網站 （页面存档备份，存于）
- （日語）波麗佳音時期的個人官方網站 （页面存档备份，存于）
- （日語）事務所響的個人簡歷 （页面存档备份，存于）
- （日語）武士道媒體個人簡歷
- （日語）個人Blog （页面存档备份，存于）
- （日語）愛美的X（前Twitter）
- （中文）愛美_aimi的新浪微博